# Zemlja i volja

Symbol för den ryska revolutionsrörelsen Zemlja i volja.

Zemlja i volja (ryska: Земля и воля, på svenska även kallade Land och frihet), var en rysk hemlig revolutionär organisation under 1860- och 70-talen. Den brukar delas upp i två faser: den första fasen var åren 1861–1864 och fokuserade på revolution genom studentnätverk och lantbrukare, och den andra varade 1876–1879 och skedde öppet i samhället med offentliga demonstrationer.

## Den första fasen (1861–1864)
Grundad i samband med studentkretsar i Sankt Petersburg och Moskva, påverkad av idéer från Alexander Herzen och Nikolaj Tjernysjevskij. Deltagarna smidde planer med målet att ett bondeuppror.

## Den andra fasen (1876–1879)
Den andra fasen av Land och frihet inleddes 1876. Rörelsen bestod nu främst av unga intellektuella som ville förena arbetet bland bönder och arbetare med politisk kamp. Organisationen omfattade medlemmar som Alexander Mikhailov, Georgij Plechanov, Mark Natanson, Dmitrij Lizogub, och senare även Sergej Kravtjinskij, Nikolaj Morozov, Sofia Perovskaja, Lev Tikhomirov och Nikolaj Tjutjev.
Till skillnad från den tidigare fasen började man nu också arrangera öppna demonstrationer, som den stora manifestationen på Kazantorget i Sankt Petersburg 1876. 
Redan 1879 splittrades Land och frihet på grund av inre motsättningar. En fraktion, Narodnaja volja (“Folkets vilja”), förespråkade politiska attentat och blev kända för mordet på tsar Alexander II. Den andra fraktionen, Čornyj peredel (”Svart omfördelning”), fortsatte med en mer fredlig gräsrotsverksamhet.